# ام۶ (متروی استانبول)
ام۶ (انگلیسی: M6) یکی از خطوط متروی استانبول است.
این خط که در سال ۲۰۱۵ تأسیس شده دارای ۴ ایستگاه و ۳.۳ کیلومتر طول است.

## نگارخانه

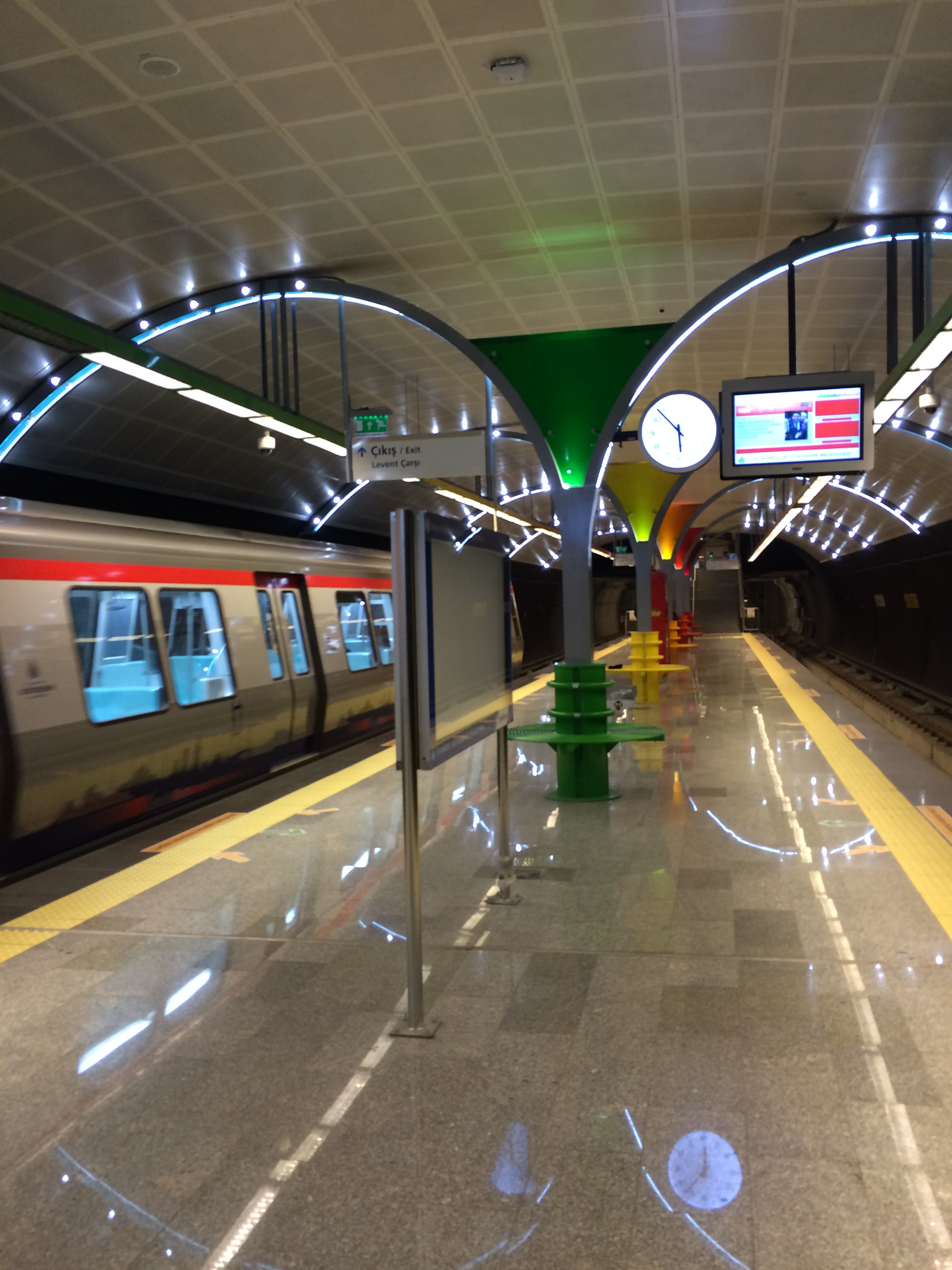
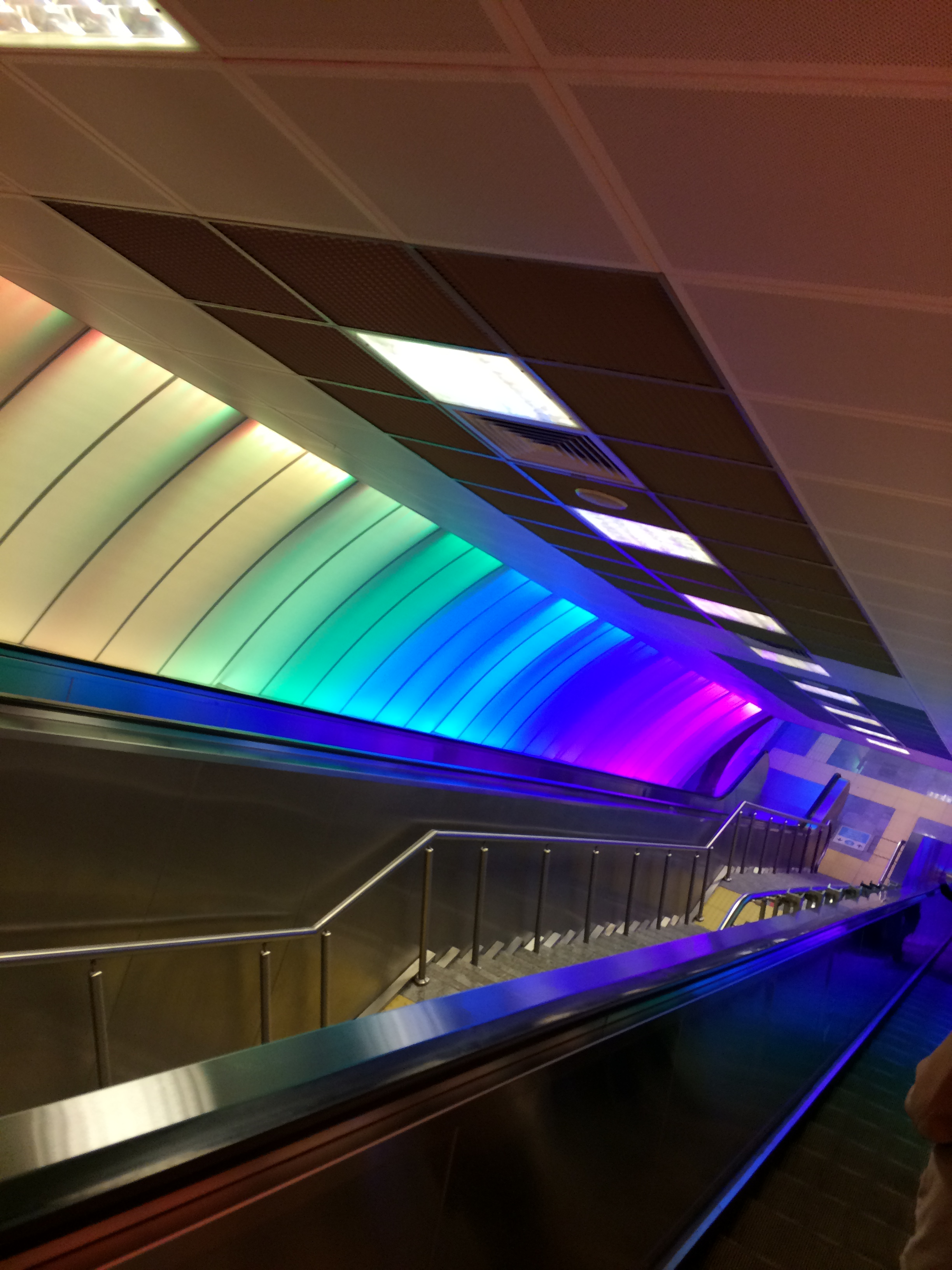
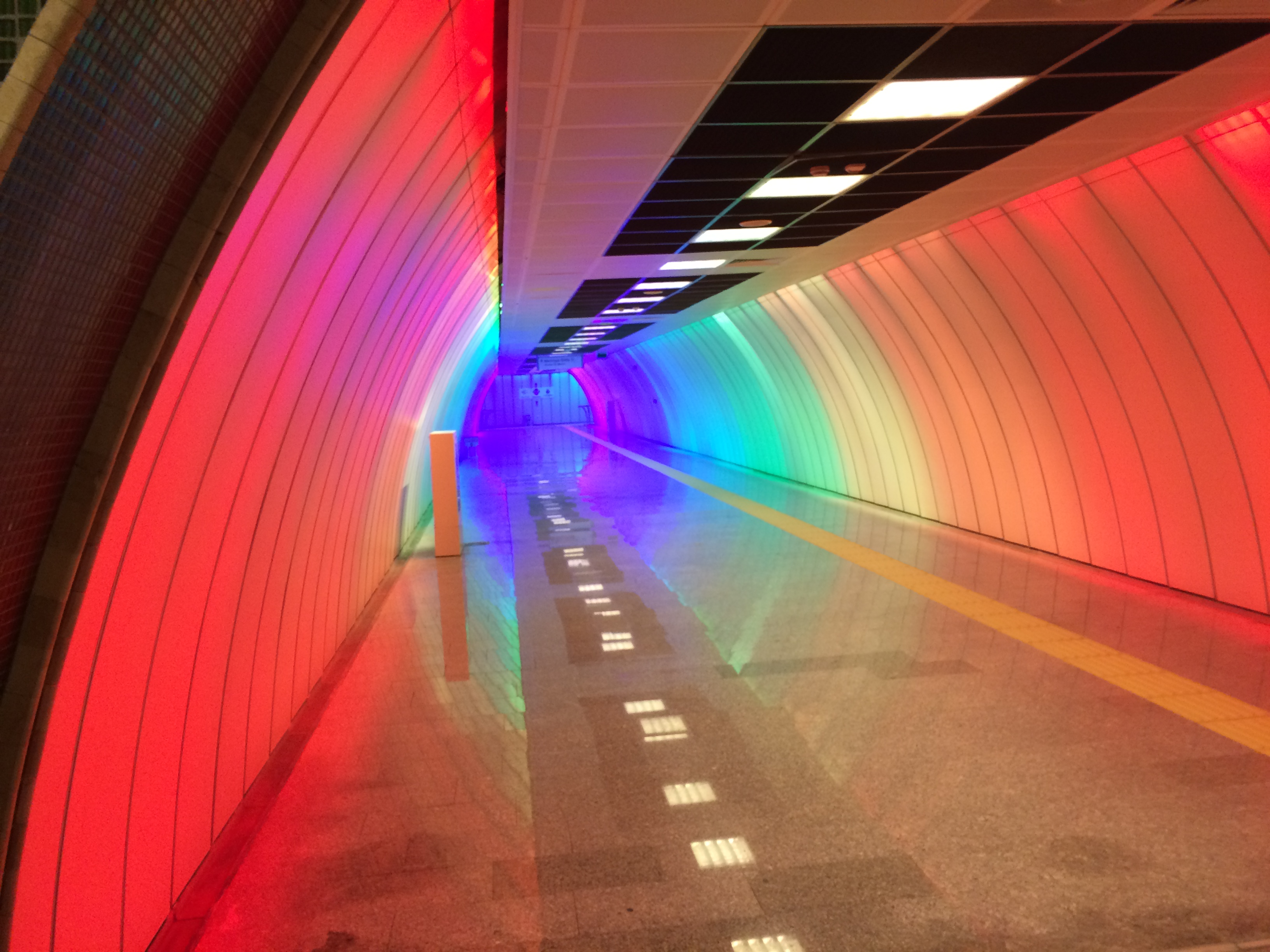
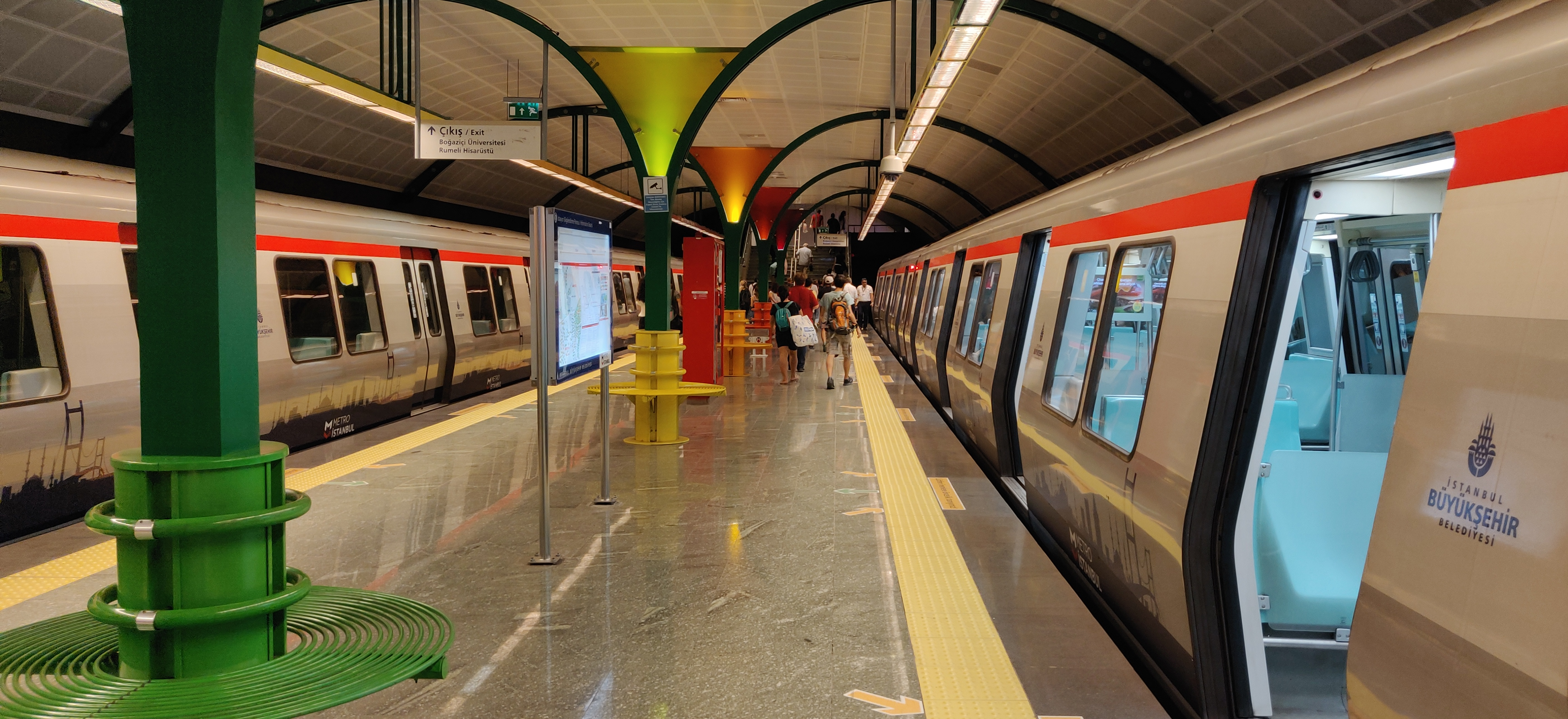

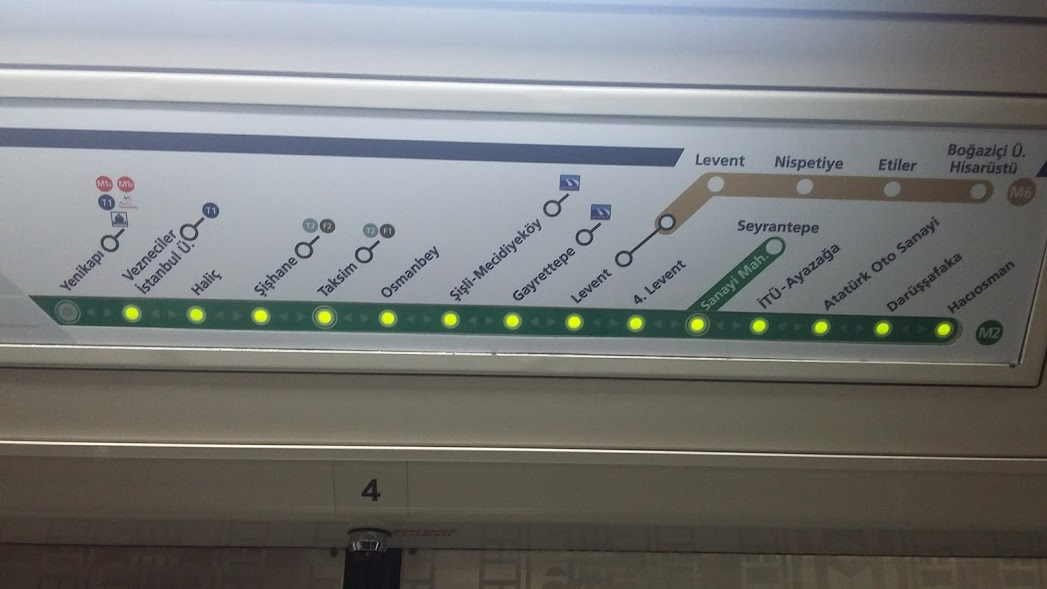
نقشه خط ام۶ (رنگ قهوه‌ای)